# Radim Drejsl
Radim Drejsl (29. dubna 1923 Dobruška – 20. dubna 1953 Praha) byl český hudební skladatel, klavírista a dirigent.

## Život
Rodiče Radima Drejsla byli Antonie Drejslová (rozená Poláčková) a Josef Drejsl, tkalcovský mistr.
V roce 1930 byl otec zvolen předsedou pěveckého sboru Dobroš. Radim Drejsl se už během studia na základní škole začal učit na klavír v dobrušské hudební škole Jaromíra Šenkýře. Dále se učil hře na cello, kontrabas a tympány. Účinkoval ve Filharmonickém sdružení v Dobrušce. V roce 1934 přestoupil na gymnázium v Rychnově nad Kněžnou. V roce 1939 získal stipendium na studium ve Francii, ale kvůli počátku války zůstal doma.
V roce 1940 začal Drejsl komponovat první skladby (např. Pochod Šenkýřovy hudební školy) a na klavír doprovázel místní pěvěcké spolky Vlasta a Dobroš. Po složení maturitní zkoušky na rychnovském gymnáziu v roce 1942 nastoupil na Pražskou konzervatoř na kompoziční oddělení profesora Janečka. Studoval klavír u profesorky Knotkové a dirigování u profesora Dědečka.
Po uzavření konzervatoře v roce 1945 byl nasazen ve firmě Dorka. Během cesty vlakem byl raněn při náletu amerických letadel.
V roce 1946 nastoupil k Pavlu Bořkovcovi na AMU. Stal se z něj jeden z nejlepších studentů. Své kvality projevil ve skladbách, jako je např. koncert pro dechový kvintet nebo jeho absolventský koncert pro klavír a orchestr.
V roce 1947 vstoupil do KSČ a v roce 1948 se stal členem Syndikátu českých skladatelů.
V prosinci roku 1949 se ještě jako posluchač AMU stal uměleckým vedoucím AUSu. Jeho zásluhou se soubor profesionalizoval a jeho umělecká úroveň značně stoupla, což přineslo i zakázky na zahraniční vystoupení.

## Úmrtí
Radim Drejsl zemřel za ne zcela jasných okolností krátce před svými 30. narozeninami. Stalo se tak 20. dubna 1953, dva dny po jeho návratu ze studijního zájezdu se Svazem československých skladatelů do Moskvy a Leningradu. Oficiální verze vyšetřování konstatovala sebevraždu.
Podle názoru režiséra Vojtěcha Jasného, uveřejněného v rozhovoru pro Týdeník Rozhlas se nejednalo o sebevraždu, ale o vraždu zinscenovanou agenty sovětské KGB krátce po jeho návratu z cesty po SSSR. Stejný názor má i Drejslova rodina a nejbližší přátelé včetně hudebního skladatele Luboše Sluky. Tato teorie však nebyla nikdy věrohodně potvrzena a navíc vyznívá i dost nelogicky vzhledem k tomu, že Drejsl platil za přesvědčeného, nadšeného a navíc prominentního komunistu, který režimu upřímně sloužil a pomáhal.
Drejslův současník Pavel Kohout, který se s Radimem Drejslem znal osobně, uvedl jako příčinu smrti sebevraždu, ačkoliv proběhla 3 roky před tím, než Nikita Sergejevič Chruščov na XX. sjezdu KSSS odhalil a odsoudil Stalinův kult osobnosti.

## Dílo
Dílo Radima Drejsla obsahuje asi 150 skladeb od tanečních a sborových písní přes scénickou hudbu, balety až po koncertní a orchestrální skladby. Společně s Vítem Nejedlým a Ludvíkem Podéštěm je pokládán za jednoho z klasiků tzv. budovatelské písně (socialistický realismus v hudbě) z počátku 50. let 20. století. Zřejmě nejznámější je jeho skladba Rozkvetlý den, která ovšem není vůbec politická. Pro tuto jeho budovatelskou skladatelskou činnost se zapomíná na jeho další skladby, řada z nichž je na velmi vysoké úrovni a obsahuje mistrnou instrumentalizaci a práci s rytmem. Skladby z období před působením v AUSu, které ho velmi zaměstnávalo, se řadí k tomu nejlepšímu z předúnorové tvorby. Skladby z tohoto období reagují na aktuální hudební vývoj v Evropě a jsou velmi moderní a objevné.
Po Radimu Drejslovi byla pojmenována ulice v jeho rodné Dobrušce a planetka (27974) Drejsl.

## Vybraná díla

### Klavír
- Studentská předehra (1940)
- Pochod Šenkýřovy hudební školy (1941)
- Polka zamilovaného dráteníka (1942/43)
- Bajky (1943)
- Dvě polky (1943/44)
- Menuetto (1943/44)
- Tance (1943/44)
- Šest tanečků (1943/44)
- 1. Suita (1945)
- 2. Suita (1946)
- Sonata (1946)

### Komorní skladby
- Maličkost (pro smyčcový kvartet a klavír, 1941)
- Malá suita pro klarinet a klavír (1943/44)
- Sonatina pro flétnu a klavír (1947)
- Sonatina pro fagot (1948)
- Dechový kvintet (1948)
- Dožínková suita pro hoboj (anglický roh) a klavír (1949/50, vydáno 1959)

### Orchestrální skladby
- Pozdě k ránu (vydal K. Hlaváček, 1942)
- Symfonie pro smyčce (1948)
- Koncert pro klavír a orchestr (1948/49)
- Tance z Velké Kubry (1949)
- Jánošíkovský tanec (1950)

### Písně
- Česká modlitba (1944)
- Dík za vítězný mír (1945)
- Krajiny dětství (text František Halas, 1946)
- Čtyři pijácké písně (1947)

### Vojenské písně
- Armádě zdar (text Miroslav Zachata)
- Sláva tankům (text Miroslav Kroh)
- Voják úderník (text Miroslav Kroh, 1950)
- Písnička na vojně (text by Miroslav Kroh, 1950)
- Kandidát (1951)
- Za Gottwalda vpřed (text Miroslav Zachata, 1951)
- Voják a sršeň
- Ve jménu Jana Žižky (text Miroslav Kroh 1953)
- Tankistům, (1954)
- Rozkvetlý den

### Zpěvy
- Jarní sbory (1948)
- Vlaj, naše vlajko (text J. Hájek, 1948)
- Hymna STM (1949)
- Píseň o Fučíkovi (Stext Miroslav Zachata, 1951)
- Píseň o Stalinovi (text Miroslav Kroh a Miroslav Zachata, 1952)
- Píseň čs. – čínské družby (text Miroslav Zachata, 1952)
- Píseň kulometných čet (text Pavel Kohout)
- Země krásná (Mír musí být a bude zachován) (1952)

### Kantáty
- Sláva mé zemi (text Miroslav Zachata)
- Kantáta o vrchním veliteli (text Stanislav Neumann, 1952)

### Příležitostná hudba
- Sněm duchů na Turově (1943)
- Ruský lid
- Babička (1948/49)

### Opery
- Jan Želivský (nedokončeno)

### Další tvorba
- Pětiletka (melodrama)